# Будей (Яловенський район)
Будей (рум. Budăi) — село в Яловенському районі Молдови. Входить до складу комуни, адміністративним центром якої є село Ціпала.